# Apiognomonia supraseptata
Apiognomonia supraseptata är en svampart som beskrevs av S. Kaneko & Ts. Kobay. 1984. Apiognomonia supraseptata ingår i släktet Apiognomonia och familjen Gnomoniaceae.   Inga underarter finns listade i Catalogue of Life.